# Haworthia pubescens
Haworthia pubescens ist eine Pflanzenart der Gattung Haworthia in der Unterfamilie der Affodillgewächse (Asphodeloideae). Das Artepitheton pubescens stammt aus dem Lateinischen, bedeutet ‚fein behaart‘ und verweist auf die Laubblätter der Art.

## Beschreibung
Haworthia pubescens wächst stammlos und sprosst nur selten. Die 20 bis 35 kurz einwärts gebogenen, eiförmig-lanzettlichen Laubblätter bilden eine Rosette mit einem Durchmesser von bis zu 4 Zentimetern. Die graugrüne, opake Blattspreite ist 5 Zentimeter lang und 0,8 Zentimeter breit. Sie ist mit winzigen Dornen bedeckt.
Der Blütenstand erreicht eine Länge von bis zu 20 Zentimeter und besteht aus zehn bis 15 Blüten. Die weißen Blüten besitzen eine rosarötliche Nervatur. Die oberen Spitzen der Perigonblätter sind spreizend.

## Systematik und Verbreitung
Haworthia pubescens ist in der südafrikanischen Provinz Westkap verbreitet.
Die Erstbeschreibung durch Martin Bruce Bayer wurde 1972 veröffentlicht.
Es werden folgende Varietäten unterschieden:
- Haworthia pubescens var. pubescens
- Haworthia pubescens var. livida M.B.Bayer

## Nachweise